# Иерусалем Кума
Иерусалем Кума — эфиопская бегунья на длинные дистанции. Заняла 27-е место на чемпионате мира по полумарафону 1997 года. Чемпионка мира по кроссу 2002 года в командном первенстве. Победительница чемпионата Африки 2004 года в беге на 10 000 метров. В 2009 году выиграла Амстердамский марафон с результатом 2:27.43. Серебряный призёр пробега Carlsbad 5000 2001 года, а в 2002 году заняла 4-е место.
Бронзовая призёрка Сямыньского марафона 2013 года с результатом 2:34.31.